# Wide Bay–Burnett
Wide Bay–Burnett é uma região do estado australiano de Queensland, localizada entre 170 e 400 quilômetros (105 e 250 milhas) ao norte da capital do estado, Brisbane. O crescimento populacional da área excedeu a média estadual nos últimos 20 anos, e prevê-se um crescimento para mais de 430.000 habitantes em 2031. É o tema do Projeto de Plano Regional de Wide Bay-Burnett, que visa facilitar esse crescimento enquanto protege mais de 90% da região do desenvolvimento urbano.